# Палаты Киреевского
«Пала́ты Кире́евского» — нарицательное имя двухэтажного с полуподвальным цоколем кирпичного строения на территории квартала № 134 на Остоженке в Москве, возникшее с лёгкой руки историков-москвоведов и утвердившееся многократным повторением в среде соответствующего профессионального сообщества.
Предположительно, палаты были возведены в 1680-е годы для княжеской семьи Лобановых-Ростовских.
«Дом жилой XVII—XIX вв. Дом, в котором в 1830-х гг. жил и работал известный фольклорист, археограф и публицист П. В. Киреевский» — объект культурного наследия федерального значения № Ф746 арх., 275 ист. (Указ Президента Российской Федерации от 20 февраля 1995 г. № 176; п. 2 ст. 64 Федерального закона от 25 июня 2002 г. № 73-ФЗ «Об объектах культурного наследия (памятниках истории и культуры) народов Российской Федерации»), расположенный по адресу: г. Москва, ул. Остоженка, 19, стр. 2, в пределах объединённой охранной зоны (№ 5 , утверждённой ППМ № 881 от 16.12.1997 г.) объектов культурного наследия и заповедной территории «Остоженка-Пречистенка» — особо ценный элемент исторического застроенного комплекса домовладения — палаты конца XVII в., являющиеся одной из древнейших из известных ныне каменных гражданских построек на территории слободы Зачатьевского монастыря, которые позднее были интегрированы в объём существующего ныне строения.
Объёмная структура здания формировалась в три основных этапа:
- 1-й этап: Последняя четверть XVII в. Одноэтажный кирпичный объём, практически квадратный в плане. Помещения сводчатые.
- 2-й этап: Начало XVIII в. Пристройка двух сводчатых помещений и возведение второго каменного этажа, возможно, с внутренними деревянными лестницами.
- 3-й этап: Первая половина XIX в. Повышение высоты 2-го (1-го над цокольным) парадного этажа и надстройка третьего каменного этажа. Пристройка нового объёма для лестницы и нового жилого объёма с северо-западного торца здания.

Архитекторы-реставраторы И. Н. Казакевич и В. В. Путятина, которые обследовали здание в 1987 году, установили приблизительную датировку первых структур строения — 80-е годы XVII века. За свою историю объект претерпел многочисленные перестройки, реконструкции и модификации. Многократные перелицовки фасадов изменили первоначальный облик «Палат». Неоднократно менялось и функциональное назначение здания — из жилого в хозяйственное и снова в жилое, затем в общественное, ещё и ещё раз. И всё же первоначальная композиция фасадов прослеживалась в значительной степени. В интерьерах цокольного этажа сохранялись (частично модифицированные) изначальные сводчатые структуры помещений.
С конца 1980-х годов здание пустовало и впоследствии постепенно разрушалось, пережив несколько пожаров.
В июле 2014 года здание было разобрано до подклетного этажа. На момент уничтожения здание принадлежало Зачатьевскому монастырю, который планировал организовать в нём гостиницу. Работы по демонтажу проводились проектно-реставрационной организацией «Рыжов и К», при этом имелся согласованный в Департаменте культурного наследия проект противоаварийных работ, не предполагавший демонтажа стен XVII века.
В 2021 году проведено воссоздание утраченных этажей и их декора по фотографиям, обмерам и исследованиям предыдущих лет.